# Test de la boîte noire
Pour les articles homonymes, voir Boîte noire.
Le test de la boîte noire, ou test de la boîte opaque, est utilisé en programmation informatique et en génie logiciel pour tester un programme en vérifiant que les sorties obtenues sont bien celles prévues pour des entrées données.
L'expression « boîte noire », ou « boîte opaque », vient du fait que les composants et les processus du dispositif de traitement ne sont pas visibles ou transparents et que le programme testé n'est pas étudié.
Le test de la boîte noire fait référence à un processus de test logiciel qui oblige les testeurs à tester l'application sans connaître la structure interne de l'application. L'application testée peut être vue comme une boîte noire dans laquelle vous ne pouvez pas la voir.
Cependant, les testeurs ne sont pas complètement aveugles. Les testeurs de la boîte noire seront informés du comportement attendu du logiciel. Les testeurs n'ont pas à se soucier de la technique utilisée pour assembler et développer l'application, mais plutôt se concentrer sur le fait que l'application répond à toutes les exigences répertoriées dans la spécification des exigences logicielles. Ils peuvent utiliser l'interface utilisateur pour vérifier les différentes fonctions de l'application et voir si chaque fonction exécute sa fonction assignée.

## Utilisations
- Lors des tests après développement dans un logiciel, par exemple pour la table de décision.
- Lors du test d'intrusion, pour tester la vulnérabilité du système de l'extérieur.